# Исраилова, Севда Мустафа кызы
Севда Мустафа кызы Исраилова (азерб. Sevda Mustafa qızı İsrayılova; род. 1959, Геокчайский район) — советская азербайджанская работница пищевой промышленности, лауреат Государственной премии СССР (1991).

## Биография
Родилась в 1959 году в Геокчайском районе Азербайджанской ССР.
С 1976 года трудилась пастеризатором на Геокчайском консервном заводе, позже работала оператором на этом же предприятии.
Достигала высоких результатов при выполнении производственных заданий одиннадцатой (1981—1985) и двенадцатой (1986—1990) пятилеток, использовала в работе передовую практику.
Указом Президента СССР от 11 декабря 1991 года за выдающиеся достижения в труде и научно-техническом творчестве Исраиловой Севде Мустафа кызы была присуждена Государственная премия СССР.
Активно участвовала в общественно-политической жизни республики, состояла в ВЛКСМ, в 1985 году избрана депутатом Верховного Совета Азербайджанской ССР 11-го созыва от Геокчайского сельского избирательного округа, состояла в Комиссии по иностранным делам Верховного Совета республики.